# Akgul Amanmuradova
Akgul Charievna Amanmuradova, Акгу́ль Чариевна Аманмура́дова, (Tasjkent, 23 juni 1984) is een tennisspeelster uit Oezbekistan.

## Loopbaan
Enkelspel – In augustus 2007 bereikte Amanmuradova voor het eerst de top 100. In mei 2008 bereikte zij de 50e plaats op de wereldranglijst. Zij wist geen WTA-toernooi te winnen – wel werd zij al tweemaal verliezend finaliste, in haar geboorte- en woonplaats Tasjkent. Op het ITF-circuit won zij negen titels.
Dubbelspel – Hierin behaalde zij betere resultaten dan in het enkelspel. Zij won twee WTA-titels: een in Eastbourne in 2009 (samen met Ai Sugiyama) en een in Straatsburg in 2011 (samen met Chuang Chia-jung). Op het ITF-circuit wist zij twaalf keer de trofee in de wacht te slepen. Haar hoogste notering op de WTA-ranglijst is de 36e plaats, die zij bereikte in januari 2010.
Tennis in teamverband – In de periode 2001–2016 maakte Amanmuradova deel uit van het Oezbeekse Fed Cup-team – zij behaalde daar een winst/verlies-balans van 37–35.

## Posities op deWTA-ranglijst
Positie per einde seizoen:
| jaartal | ranking enkelspel | ranking dubbelspel |
| ------- | ----------------- | ------------------ |
| 2002    | 816               | –                  |
| 2003    | 405               | 387                |
| 2004    | 359               | 301                |
| 2005    | 192               | 179                |
| 2006    | 227               | 128                |
| 2007    | 95                | 122                |
| 2008    | 81                | 78                 |
| 2009    | 85                | 38                 |
| 2010    | 69                | 70                 |
| 2011    | 115               | 84                 |
| 2012    | 194               | 88                 |
| 2013    | 207               | 167                |
| 2014    | 244               | 194                |
| 2015    | 297               | 486                |

## Palmares
| Legenda                | Legenda                  |
| ---------------------- | ------------------------ |
| Grandslamtoernooi      |                          |
| Olympische Spelen      |                          |
| Year-End Championships |                          |
| tot 2009               | 2009 – 2020 / vanaf 2021 |
| Tier I                 | Premier Mandatory        |
| Tier II                | Premier Five / WTA 1000  |
| Tier III               | Premier / WTA 500        |
| Tier IV & V            | International / WTA 250  |
|                        | Challenger / WTA 125     |

### WTA-finaleplaatsen enkelspel
| nr.              | finaledatum | toernooi     | ondergrond | tegenstandster     | score         |         |
| ---------------- | ----------- | ------------ | ---------- | ------------------ | ------------- | ------- |
| gewonnen finales |             |              |            |                    |               |         |
| geen             |             |              |            |                    |               |         |
| verloren finales |             |              |            |                    |               |         |
| 1.               | 2005-10-09  | WTA Tasjkent | hardcourt  | Michaëlla Krajicek | 0-6, 6-4, 3-6 | details |
| 2.               | 2009-09-27  | WTA Tasjkent | hardcourt  | Shahar Peer        | 3-6, 4-6      | details |

### WTA-finaleplaatsen vrouwendubbelspel
| nr.              | finaledatum | toernooi        | ondergrond | partner           | tegenstandsters                    | score            |         |
| ---------------- | ----------- | --------------- | ---------- | ----------------- | ---------------------------------- | ---------------- | ------- |
| gewonnen finales |             |                 |            |                   |                                    |                  |         |
| 1.               | 2009-06-20  | WTA Eastbourne  | gras       | Ai Sugiyama       | Samantha Stosur Rennae Stubbs      | 6-4, 6-3         | details |
| 2.               | 2011-05-21  | WTA Straatsburg | gravel     | Chuang Chia-jung  | Natalie Grandin Vladimíra Uhlířová | 6-4, 5-7, [10-2] | details |
| verloren finales |             |                 |            |                   |                                    |                  |         |
| 1.               | 2012-09-23  | WTA Seoel       | hardcourt  | Vania King        | Raquel Kops-Jones Abigail Spears   | 6-2, 2-6, [8-10] | details |
| 2.               | 2013-02-03  | WTA Pattaya     | hardcourt  | Aleksandra Panova | Kimiko Date-Krumm Casey Dellacqua  | 3-6, 2-6         | details |

### Gewonnen ITF-toernooien enkelspel
| nr. | finaledatum | toernooi | dotatie | tegenstandster in finale | score         |
| --- | ----------- | -------- | ------- | ------------------------ | ------------- |
| 1.  | 2003-04-06  | Mumbai   | $10.000 | Rushmi Chakravarthi      | 6-4, 3-6, 7-5 |
| 2.  | 2003-06-21  | Incheon  | $10.000 | Chin-Bee Khoo            | 7-5, 6-1      |
| 3.  | 2003-11-09  | Mumbai   | $10.000 | Isha Lakhani             | 6-2, 6-3      |
| 4.  | 2003-11-15  | Pune     | $10.000 | Meghha Vakaria           | 7-5, 6-3      |
| 5.  | 2004-08-22  | Coimbra  | $10.000 | Irina Kotkina            | 6-2, 6-3      |
| 6.  | 2004-10-30  | Pune     | $10.000 | Rushmi Chakravarthi      | 6-0, 7-6      |
| 7.  | 2004-12-04  | Bangkok  | $10.000 | Napaporn Tongsalee       | 6-4, 3-6, 7-5 |
| 8.  | 2007-03-24  | Mumbai   | $25.000 | Stefanie Vögele          | 6-0, 7-5      |
| 9.  | 2014-05-31  | Buchara  | $25.000 | Veronika Kapshay         | 6-3, 7-5      |

### Gewonnen ITF-toernooien dubbelspel
| nr. | finaledatum | toernooi   | dotatie  | partner                 | tegenstandsters in finale                   | score            |
| --- | ----------- | ---------- | -------- | ----------------------- | ------------------------------------------- | ---------------- |
| 1.  | 2002-12-08  | Pune       | $10.000  | Kateryna Bondarenko     | Sania Mirza Radhika Tulpule                 | 6-3, 7-6         |
| 2.  | 2003-02-16  | Chennai    | $10.000  | Ivanna Israilova        | Rushmi Chakravarthi Sai-Jayalakshmy Jayaram | 6-4, 6-1         |
| 3.  | 2003-04-06  | Mumbai     | $10.000  | Chin-Bee Khoo           | Rushmi Chakravarthi Sai-Jayalakshmy Jayaram | 6-2, 6-2         |
| 4.  | 2004-06-27  | Alkmaar    | $10.000  | Kika Hogendoorn         | Kelly de Beer Eva Pera                      | 6-2, 6-2         |
| 5.  | 2004-08-22  | Coimbra    | $10.000  | Irina Kotkina           | Sarah Raab Sandra Volk                      | 2-6, 6-1, 6-1    |
| 6.  | 2004-10-30  | Pune       | $10.000  | Sai-Jayalakshmy Jayaram | Wilawan Choptang Thassa Vitayavoroj         | 6-3, 4-6, 6-3    |
| 7.  | 2004-11-06  | Mumbai     | $25.000  | Sai-Jayalakshmy Jayaram | Maria Abramović Hana Šromová                | 4-6, 6-4, 6-4    |
| 8.  | 2004-12-04  | Bangkok    | $10.000  | Napaporn Tongsalee      | Hwang I-hsuan Nudnida Luangnam              | 6-4, 6-4         |
| 9.  | 2005-05-28  | Phuket     | $25.000  | Napaporn Tongsalee      | Monique Adamczak Annette Kolb               | 6-1, 6-1         |
| 10. | 2007-03-23  | Mumbai     | $25.000  | Nina Brattsjikova       | Olga Panova Stefanie Vögele                 | 6-2, 6-3         |
| 11. | 2009-07-04  | Cuneo      | $100.000 | Darija Koestova         | Petra Cetkovská Mathilde Johansson          | 5-7, 6-1, [10-7] |
| 12. | 2012-11-04  | Barnstaple | $75.000  | Vesna Dolonts           | Diāna Marcinkēviča Aljaksandra Sasnovitsj   | 6-3, 6-1         |

## Resultaten grandslamtoernooien
| Legenda | Legenda                          |
| ------- | -------------------------------- |
| g.t.    | geen toernooi gehouden           |
| l.c.    | lagere categorie                 |
| –       | niet deelgenomen                 |
| G       | uitgeschakeld in de groepsfase   |
| 1R      | uitgeschakeld in de eerste ronde |
| 2R      | uitgeschakeld in de tweede ronde |
| 3R      | uitgeschakeld in de derde ronde  |
| 4R      | uitgeschakeld in de vierde ronde |
| KF      | uitgeschakeld in de kwartfinale  |
| HF      | uitgeschakeld in de halve finale |
| F       | de finale verloren               |
| W       | het toernooi gewonnen            |
| w-v     | winst/verlies-balans             |

### Enkelspel
| Toernooi        | 2006 | 2007 | 2008 | 2009 | 2010 | 2011 | 2012 | 2013 | w-v |
| --------------- | ---- | ---- | ---- | ---- | ---- | ---- | ---- | ---- | --- |
| Australian Open | 2R   | –    | 1R   | 2R   | 1R   | 1R   | –    | 2R   | 3-6 |
| Roland Garros   | –    | 2R   | 2R   | 2R   | 3R   | 1R   | –    | –    | 5-5 |
| Wimbledon       | –    | –    | 1R   | 1R   | 1R   | 1R   | 1R   | –    | 0-5 |
| US Open         | –    | –    | 1R   | –    | 2R   | 3R   | 1R   | –    | 3-4 |

### Vrouwendubbelspel
| Toernooi        | 2008 | 2009 | 2010 | 2011 | 2012 | 2013 | w-v |
| --------------- | ---- | ---- | ---- | ---- | ---- | ---- | --- |
| Australian Open | –    | 2R   | 1R   | 1R   | 1R   | 1R   | 1-5 |
| Roland Garros   | 1R   | 1R   | 1R   | 1R   | 2R   | –    | 1-5 |
| Wimbledon       | 3R   | 1R   | 3R   | 1R   | 1R   | –    | 4-5 |
| US Open         | 1R   | 1R   | 1R   | 2R   | 1R   | –    | 1-5 |

### Gemengd dubbelspel
| Toernooi        | 2009 | 2010 | w-v |
| --------------- | ---- | ---- | --- |
| Australian Open | –    | 2R   | 1-1 |
| Roland Garros   | –    | 2R   | 1-1 |
| Wimbledon       | –    | –    | 0-0 |
| US Open         | 1R   | –    | 0-1 |